# کنفوزیون

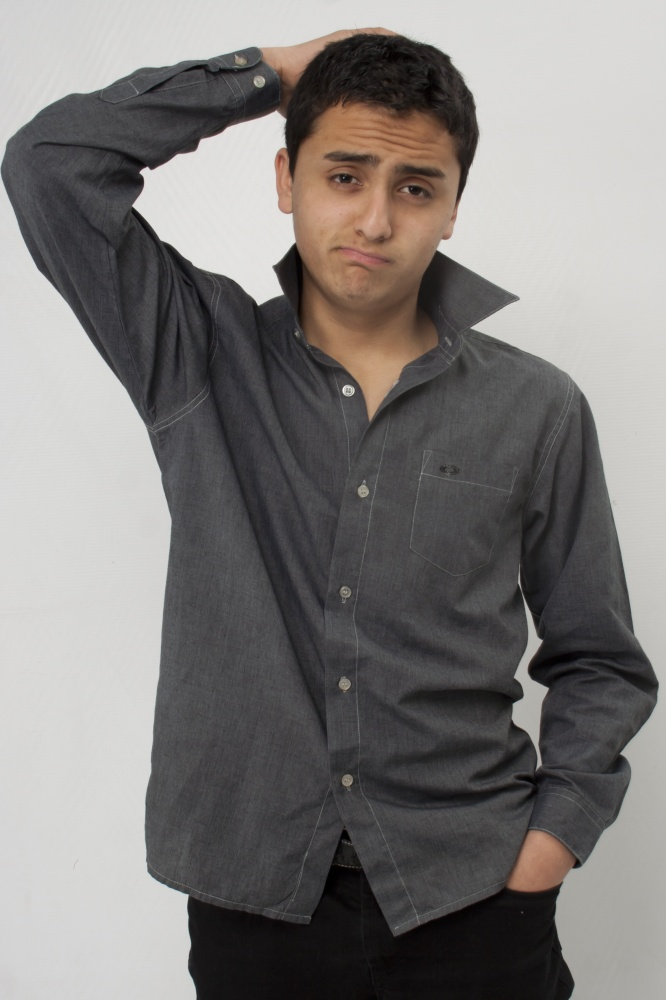
سردرگمی

گیج و منگ شدن یا کنفوزیون (به انگلیسی: confusion) نوعی حالت گیجی و کاهش هشیاری است. بیمار متوجه زمان، مکان یا هویت خودش نیست، هشیاری بیمار کاهش یافته‌است ولی بیمار در کما نیست. گاه بیمار هذیان می‌گوید. کنفوزیون حاد (شدید) گاه روان‌آشفتگی نامیده می‌شود. علل کنفوزیون مشکلات مغزی یا عوارض دارویی یا برخی بیماری‌های سیستمیک است.